# Yoshito Terakawa
Yoshito Terakawa (寺川 能人 Terakawa Yoshito?, nacido el 6 de septiembre de 1974 en Hyogo) es un exfutbolista japonés. Jugaba de centrocampista y su último club fue el FC Ryukyu de Japón.

## Trayectoria

### Clubes
| Club                | País  | Año         |
| ------------------- | ----- | ----------- |
| Yokohama Marinos    | Japón | 1993 - 1998 |
| JEF United Ichihara | Japón | 1999        |
| Albirex Niigata     | Japón | 2000 - 2002 |
| Oita Trinita        | Japón | 2003        |
| Albirex Niigata     | Japón | 2004 - 2008 |
| Shonan Bellmare     | Japón | 2009 - 2010 |
| FC Ryukyu           | Japón | 2011 - 2012 |

## Palmarés

### Títulos nacionales
| Título    | Club             | País  | Año  |
| --------- | ---------------- | ----- | ---- |
| J1 League | Yokohama Marinos | Japón | 1995 |